# Anteozaur
Anteozaur (Anteosaurus) – rodzaj drapieżnego terapsyda żyjącego pod koniec permu (kapitan, około 265-260 milionów lat temu). Jego szczątki (32 czaszki – w tym 16 dobrze zachowanych – oraz fragmenty szkieletów) odkryto na terenie Republiki Południowej Afryki, w regionie Karoo.

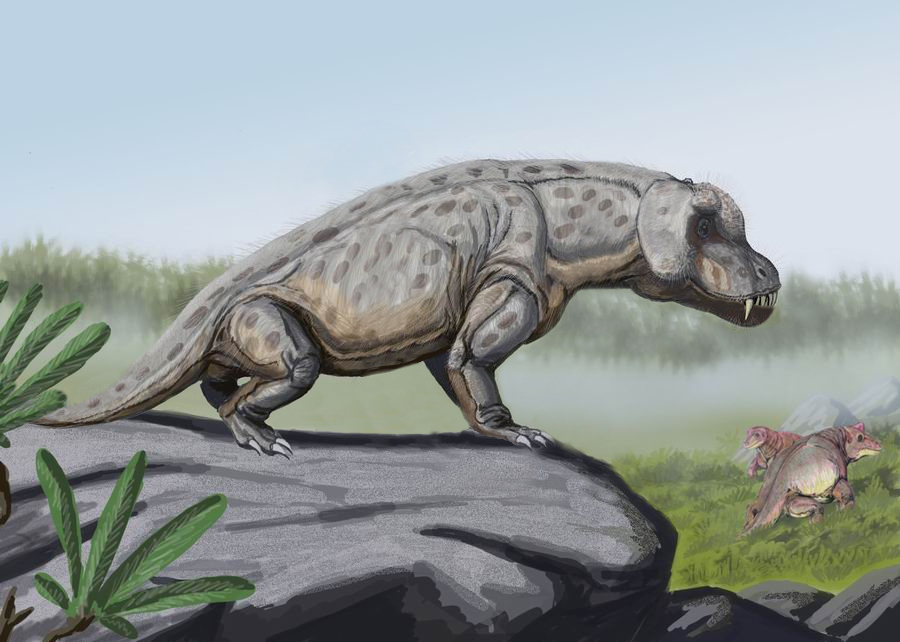
Anteozaur na tle permskiego krajobrazu

Było to zwierzę osiągające 5-6 metrów długości i 500-600 kg masy ciała. Czaszka mierzyła do 80 cm długości i charakteryzowała się typowym dla rzędu Dinocephalia zgrubieniem, używanym prawdopodobnie w walkach między poszczególnymi osobnikami (np. samców o samicę). Kończyny zwierzęcia były lekko rozchylone na boki.
Istnieje pogląd (Olson), że znaleziska rosyjskich dinocefali wskazują na występowanie tych zwierząt w pobliżu zbiorników wodnych. Boonstra, na podstawie badań budowy stawu biodrowego oraz kości udowej, podobnych jak u krokodyli, doszedł do wniosku, że anteozaur był drapieżcą wiodącym wodno-lądowy tryb życia. Jednakże jeśli zwierzęta te w walkach uderzały się głowami, musiałyby być zwierzętami w pełni lądowymi.
Anteozaur był dominującym drapieżnikiem na obszarze swojego występowania. Był zapewne największym przedstawicielem rodziny Anteosauridae. Formacja, w której znaleziono jego szczątki, obfitowała w skamieniałości tapinocefali (tzw. „Tapinocephalus Zone”). Prawdopodobnie polował na te roślinożerne dinocefale.
Do rodzaju Anteosaurus przypisujemy jeden pewny gatunek, Anteosaurus magnificus. Spośród zwierząt opisanych na podstawie niekiedy niekompletnych szczątków, znalezionych na terenie „Strefy Tapinocefali”, rodzaje Dinosuchus i Titanognathus są prawdopodobnie tym samym co anteozaur.